# Mbugu (langue)
Le mbugu est une langue africaine parlée en Tanzanie par la population mbugu. C'est une langue mixte qui emprunte sa structure grammaticale à l'asu, une langue bantoue, et son lexique aux langues couchitiques.